# Posedarje
Posedarje – wieś w Chorwacji, w żupanii zadarskiej, w gminie Posedarje. W 2011 roku liczyła 1358 mieszkańców.